# مجله میکروب‌شناسی پزشکی ایران
مجله میکروب‌شناسی پزشکی ایران نام یک مجله علمی پژوهشی در حوزه میکروب‌شناسی و به صاحب امتیازی انجمن علمی میکروب‌شناسی ایران است.
این نشریه با هدف انتشار الکترونیک مقالات تحقیقی در حیطه‌های مختلف علوم آزمایشگاهی از جمله میکروب‌شناسی شامل مقالات مروری و پژوهشی علمی فعالیت می‌نماید. این مجله از سال ۱۳۸۵ پایه‌گذاری شده و مقالات منتشر شده در آن در زمینهٔ پژوهش‌ها و گسترش حرفه‌ای میکروب‌شناسی است.
این مجله به صورت فصلنامه و به صورت الکترونیک و دسترسی آزاد منتشر می‌گردد و دارای رتبه علمی پژوهشی از کمیسیون نشریات علوم پزشکی کشور می‌باشد و در سایت‌های زیادی نیز نمایه شده‌است